# 500 Miglia di Indianapolis 2011
La 500 Miglia di Indianapolis del 2011, giunta alla sua 95ª edizione, si corse il 29 maggio 2011 sull'ovale dell'Indianapolis Motor Speedway.
Il pilota britannico Dan Wheldon vinse l'evento partendo dalla 6ª posizione e dopo aver sorpassato J. R. Hildebrand in dirittura d'arrivo, mentre quest'ultimo arrancava lungo la pista con la monoposto danneggiata dall'impatto contro il muro esterno all'ultima curva.

## Qualifiche
| Pos | #  | Pilota           | Team                         | Media sul giro (Km/h) |
| --- | -- | ---------------- | ---------------------------- | --------------------- |
| 1   | 77 | Alex Tagliani    | Sam Schmidt Motorsports      | 366 080               |
| 2   | 9  | Scott Dixon      | Chip Ganassi Racing          | 365 868               |
| 3   | 2  | Oriol Servià     | Newman/Haas Racing           | 365 591               |
| 4   | 99 | Townsend Bell    | Sam Schmidt Motorsports      | 365 139               |
| 5   | 12 | Will Power       | Team Penske                  | 364 955               |
| 6   | 98 | Dan Wheldon      | Bryan Herta Autosport        | 364 500               |
| 7   | 44 | Buddy Rice       | Panther Racing               | 363 367               |
| 8   | 67 | Ed Carpenter     | Sarah Fisher Racing          | 362 297               |
| 9   | 10 | Dario Franchitti | Chip Ganassi Racing          | 364 034               |
| 10  | 5  | Takuma Satō      | KV Racing Technology – Lotus | 363 286               |

## Gara
| Pos                                                                   | #  | Pilota                     | Team                           | Giri | Tempo/Causa Ritiro | Griglia | Giri in testa | Punti |
| --------------------------------------------------------------------- | -- | -------------------------- | ------------------------------ | ---- | ------------------ | ------- | ------------- | ----- |
| 1                                                                     | 98 | Dan Wheldon                | Bryan Herta Autosport          | 200  | 2:56:11.7267       | 6       | 1             | 59    |
| 2                                                                     | 4  | J. R. Hildebrand (R)       | Panther Racing                 | 200  | +2.1086            | 12      | 7             | 44    |
| 3                                                                     | 38 | Graham Rahal               | Chip Ganassi Racing            | 200  | +5.5949            | 29      | 6             | 38    |
| 4                                                                     | 82 | Tony Kanaan                | KV Racing Technology – Lotus   | 200  | +7.4870            | 22      | 0             | 36    |
| 5                                                                     | 9  | Scott Dixon                | Chip Ganassi Racing            | 200  | +9.5434            | 2       | 73            | 45    |
| 6                                                                     | 2  | Oriol Servià               | Newman/Haas Racing             | 200  | +9.5435* (+8.8757) | 3       | 18            | 42    |
| 7                                                                     | 30 | Bertrand Baguette          | Rahal Letterman Lanigan Racing | 200  | +23.9631           | 14      | 11            | 30    |
| 8                                                                     | 07 | Tomas Scheckter            | SH Racing                      | 200  | +24.3299           | 21      | 0             | 28    |
| 9                                                                     | 26 | Marco Andretti             | Andretti Autosport             | 200  | +25.7411           | 27      | 0             | 25    |
| 10                                                                    | 7  | Danica Patrick             | Andretti Autosport             | 200  | +26.4483           | 25      | 10            | 23    |
| 11                                                                    | 67 | Ed Carpenter               | Sarah Fisher Racing            | 200  | +27.0375           | 8       | 3             | 26    |
| 12                                                                    | 10 | Dario Franchitti           | Chip Ganassi Racing            | 200  | +56.4167           | 9       | 51            | 24    |
| 13                                                                    | 83 | Charlie Kimball (R)        | Chip Ganassi Racing            | 199  | +1 giro            | 28      | 0             | 20    |
| 14                                                                    | 12 | Will Power                 | Team Penske                    | 199  | +1 giro            | 5       | 0             | 26    |
| 15                                                                    | 14 | Vítor Meira                | A. J. Foyt Enterprises         | 199  | +1 giro            | 11      | 0             | 19    |
| 16                                                                    | 22 | Justin Wilson              | Dreyer & Reinbold Racing       | 199  | +1 giro            | 19      | 0             | 18    |
| 17                                                                    | 3  | Hélio Castroneves          | Team Penske                    | 199  | +1 giro            | 16      | 0             | 17    |
| 18                                                                    | 44 | Buddy Rice                 | Panther Racing                 | 198  | +2 giri            | 7       | 0             | 20    |
| 19                                                                    | 19 | Alex Lloyd                 | Dale Coyne Racing              | 198  | +2 giri            | 30      | 0             | 15    |
| 20                                                                    | 36 | Pippa Mann (R)             | Conquest Racing                | 198  | +2 giri            | 31      | 0             | 15    |
| 21                                                                    | 24 | Bia Figueiredo Ana Beatriz | Dreyer & Reinbold Racing       | 197  | +3 giri            | 32      | 0             | 15    |
| 22                                                                    | 43 | John Andretti              | Andretti Autosport             | 197  | +3 giri            | 17      | 0             | 16    |
| 23                                                                    | 41 | Ryan Hunter-Reay           | A. J. Foyt Enterprises         | 197  | +3 giri            | 33      | 0             | 16    |
| 24                                                                    | 11 | Davey Hamilton             | Dreyer & Reinbold Racing       | 193  | +7 giri            | 15      | 0             | 16    |
| 25                                                                    | 23 | Paul Tracy                 | Dreyer & Reinbold Racing       | 175  | +25 giri           | 24      | 0             | 13    |
| 26                                                                    | 99 | Townsend Bell              | Sam Schmidt Motorsports        | 157  | Incidente          | 4       | 0             | 21    |
| 27                                                                    | 6  | Ryan Briscoe               | Team Penske                    | 157  | Incidente          | 26      | 0             | 13    |
| 28                                                                    | 77 | Alex Tagliani              | Sam Schmidt Motorsports        | 147  | Incidente          | 1       | 20            | 25    |
| 29                                                                    | 06 | James Hinchcliffe (R)      | Newman/Haas Racing             | 99   | Incidente          | 13      | 0             | 14    |
| 30                                                                    | 88 | Jay Howard (R)             | Sam Schmidt Motorsports        | 60   | Incidente          | 20      | 0             | 14    |
| 31                                                                    | 78 | Simona de Silvestro        | HVM Racing                     | 44   | Problema meccanico | 23      | 0             | 14    |
| 32                                                                    | 59 | E. J. Viso                 | KV Racing Technology – Lotus   | 27   | Incidente          | 18      | 0             | 14    |
| 33                                                                    | 5  | Takuma Satō                | KV Racing Technology – Lotus   | 20   | Incidente          | 10      | 0             | 14    |
| Legenda: (W) ex vincitore della 500 Miglia / (R) (rookie) esordiente. |    |                            |                                |      |                    |         |               |       |

* Oriol Servià, inizialmente classificato in 5ª posizione, viene poi retrocesso al 6º posto per aver compiuto un sorpasso in regime di bandiere gialle all'ultimo giro ai danni di Scott Dixon.

## Record
- Velocità media in gara: 170,265 mph (274,015 km/h)
- Pole position: Alex Tagliani
- Velocità pole position: 227,472 mph (366,081 km/h)